# Lekcjonarz

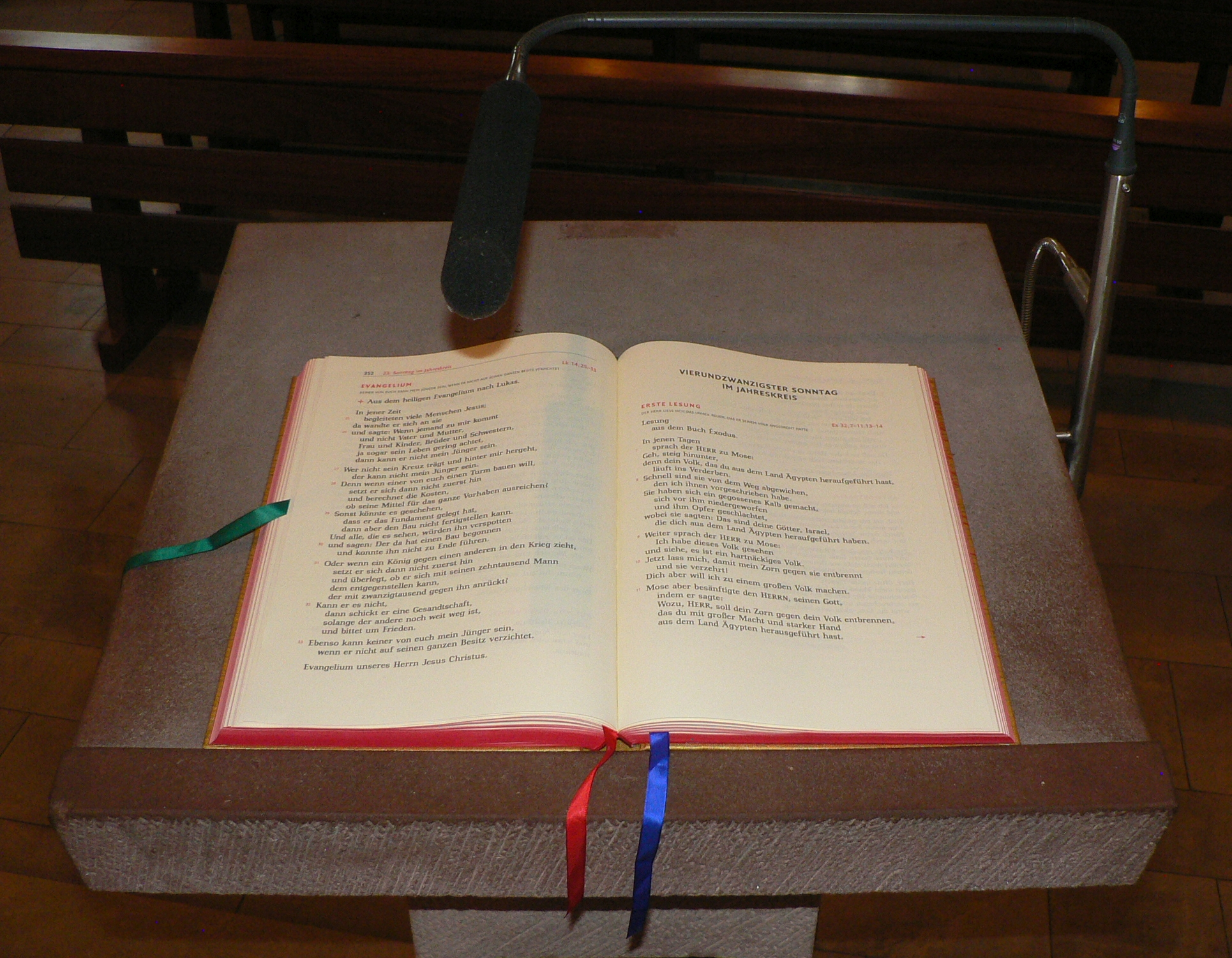
Otwarty lekcjonarz

Lekcjonarz – księga liturgiczna używana w Kościele katolickim. Zawiera czytania biblijne, psalmy responsoryjne, śpiewy przed ewangelią, sekwencje i ewangelię na poszczególne dni roku liturgicznego.

## Historia
Lekcjonarz jako osobną księgę liturgiczną wprowadzono po Soborze Watykańskim II. Przedtem czytania umieszczone były razem z innymi tekstami liturgicznymi w Mszale.
Pierwsze wydanie lekcjonarzy mszalnych w języku polskim ukazało się w 1972 r. 22 października 2015 w sprzedaży pojawiło się drugie wydanie.
Wydanie pierwsze przeznacza do czytania w niedziele 164 fragmenty zawierające ogółem 5,7% tekstu Starego Testamentu oraz 388 fragmentów zawierających 41,3% tekstu Nowego Testamentu. Lekcjonarz niedzielny nie zawiera cytatów z 13 ksiąg Starego (włącznie z księgami deuterokanonicznymi) oraz 3 ksiąg Nowego Testamentu.
Lekcjonarz jako zbiór tekstów biblijnych funkcjonuje także w Kościele ewangelicko-augsburskim, czytania odbywają się w cyklu sześcioletnim.

## Podział

### Tomy

#### II wydanie
Lekcjonarz dzieli się na tomy:
- Tom I – teksty przewidziane na adwent i okres Narodzenia Pańskiego
- Tom II – teksty na Wielki Post i okres Wielkanocny
- Tom III – teksty na Okres zwykły od 1 do 11 tygodnia
- Tom IV – teksty na Okres zwykły od 12 do 23 tygodnia
- Tom V – teksty na Okres zwykły od 24 do 34 tygodnia
- Tom VI – teksty własne i wspólne o świętych (uroczystości, święta i wspomnienia: Najświętszej Maryi Panny i świętych – Apostołów, męczenników, pasterzy, Doktorów Kościoła, dziewic); msze na poświęcenie kościoła.
- Tom VII – teksty na msze obrzędowe (przy udzielaniu sakramentów)
- Tom VIII– teksty na msze okolicznościowe i wotywne
- Tom IX – teksty na mszę za zmarłych i pogrzebowe
- Lekcjonarz maryjny – dodatkowy tom lekcjonarza mszalnego do Zbioru Mszy św. o Najświętszej Maryi Pannie

### Cykle
Czytania w lekcjonarzu są podzielone na cykle:
- Czytania niedzielne – cykl trzyletni (A-B-C)
- Czytania na dni powszednie – cykl dwuletni (I-II)

Czytania w dni powszednie Okresu Zwykłego
Obowiązuje cykl dwuletni, który pozwala określić rok liturgiczny w ten sposób:
- I – jeśli rok jest nieparzysty (np. 2017)
- II – jeśli rok jest parzysty (np. 2016)

Czytania w niedziele, niektóre uroczystości i święta
Obowiązuje cykl trzyletni – A, B, C – litera określa rok liturgiczny, rozpoczynający się w I Niedzielę Adwentu. Rok A jest wtedy, gdy reszta z dzielenia numeru roku przez 3 wynosi 1, rok B, gdy wynosi 2, a rok C, gdy wynosi 0.
Na przykład w roku liturgicznym 2021-2022 obowiązywały czytania według cyklu C.
Czytania w ramach poszczególnych cykli: A, B i C, zdeterminowane są przez Ewangelię, z której wybrane fragmenty przeważają w niedziele danego roku liturgicznego. W roku A przeważają fragmenty z Ewangelii Mateusza, w roku B – z Ewangelii Marka, zaś w roku C – z Ewangelii Łukasza.